# Lijst van Tweede Kamerleden 1971-1972

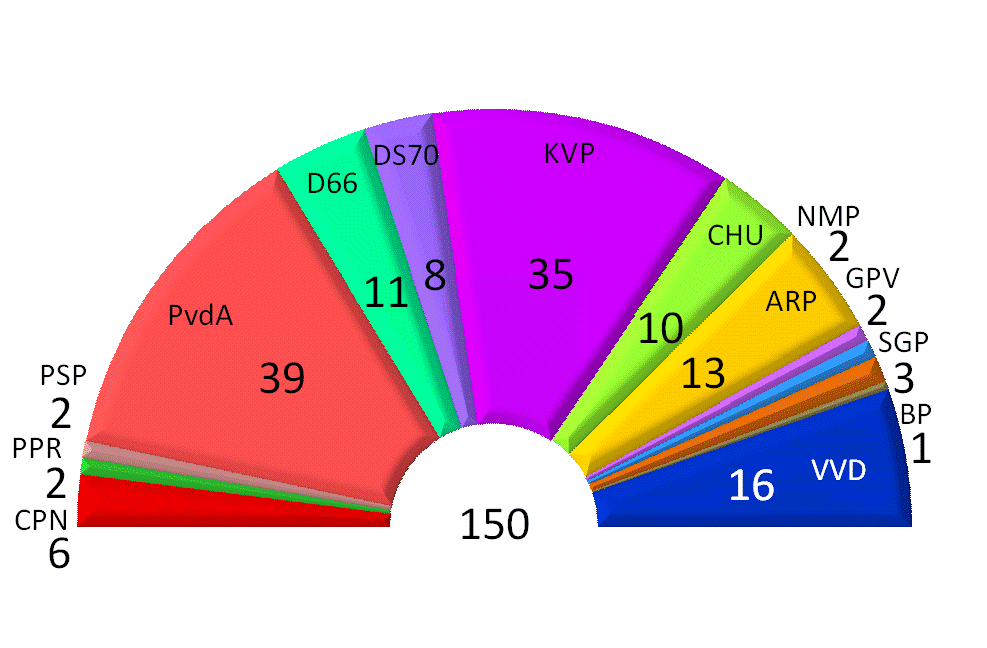
Zetelverdeling Tweede Kamer 1971-1972.

De samenstelling van de Tweede Kamer der Staten-Generaal 1971-1972 biedt een overzicht van de Tweede Kamerleden in de periode tussen de Tweede Kamerverkiezingen van 28 april 1971 en de Tweede Kamerverkiezingen van 29 november 1972. De regering werd in juli 1971 gevormd door het kabinet-Biesheuvel I. De zittingsperiode ging in op 11 mei 1971. Er waren 150 Tweede Kamerleden.
De partijen staan in volgorde van grootte. De politici staan in alfabetische volgorde, uitgezonderd de fractievoorzitter, die telkens vetgedrukt als eerste van zijn of haar partij vermeld staat.

## Gekozen bij de verkiezingen van 28 april 1971

### PvdA (39 zetels)
- Joop den Uyl, fractievoorzitter
- Nel Barendregt
- Relus ter Beek
- Gerda Brautigam
- Piet Dankert
- Hans van den Doel
- Dick Dolman
- Cees Egas
- Huub Franssen
- Ineke Haas-Berger
- Henk Jans
- Eefje Klaassens-Postema
- Jan Knot
- Cees Laban
- Jan Lamberts
- Arie Lems
- Theo van Lier
- Jan Masman
- Wim Meijer
- Ad Oele
- David van Ooijen
- Jan Pronk
- Peter Roels
- Hein Roethof
- Piet de Ruiter
- Jan Schaefer
- John Spinks
- Bram Stemerdink
- Max van der Stoel
- Piet Stoffelen
- Ed van Thijn
- Jakob Vellenga
- Anne Vondeling
- Joop Voogd
- Arend Voortman
- Henk Vredeling
- Maarten Vrolijk
- Ep Wieldraaijer
- Ko Wierenga

### KVP (35 zetels)
- Gerard Veringa, fractievoorzitter
- Frans Andriessen
- Wim Assmann
- Leo de Bekker
- Wiel Bremen
- Tiemen Brouwer
- Pam Cornelissen
- Willy Dusarduijn
- Joop van Elsen
- Piet Engels
- Ferdinand Fiévez
- Til Gardeniers-Berendsen
- Berthe Groensmit-van der Kallen
- Frans van der Gun
- Jan Heijmans
- Ad Hermes
- Dolf Hutschemaekers
- Cor Kleisterlee jr.
- Toon Krosse
- Pierre Lardinois
- Joseph Luns
- Joep Mommersteeg
- Roelof Nelissen
- Harrij Notenboom
- Rinus Peijnenburg
- Piet van der Sanden
- Theo van Schaik
- Louis van Son
- Frans-Joseph van Thiel
- Tom Verdijk
- Steef Weijers
- Toon Weijters
- Tjerk Westerterp
- Gerard ter Woorst
- Piet Zelissen

### VVD (16 zetels)
- Molly Geertsema, fractievoorzitter
- Pol de Beer
- Cees Berkhouwer
- Klaas van Dijk
- Aart Geurtsen
- Theo Joekes
- Annelien Kappeyne van de Coppello
- Henk Koning
- Hans de Koster
- Gerard Koudijs
- Frits Portheine
- Koos Rietkerk
- Danny Tuijnman
- Els Veder-Smit
- Henk Vonhoff
- Hans Wiegel

### ARP (13 zetels)
- Barend Biesheuvel, fractievoorzitter
- Wim Aantjes
- Joop Bakker
- Jaap Boersma
- Kees Boertien
- Nico Geelkerken
- Hans Grosheide
- Jan de Koning
- Hannie van Leeuwen
- Bauke Roolvink
- Maarten Schakel sr.
- Antoon Veerman
- Tjebbe Walburg

### D'66 (11 zetels)
- Hans van Mierlo, fractievoorzitter
- Minne Dijkstra
- Maarten Engwirda
- Aar de Goede
- Anneke Goudsmit
- Sef Imkamp
- Govert Nooteboom
- Erwin Nypels
- Jan Terlouw
- Erik Visser
- Wil Wilbers

### CHU (10 zetels)
- Berend Jan Udink, fractievoorzitter
- Corstiaan Bos
- Bert Haars
- Henk Kikkert
- Roelof Kruisinga
- Jur Mellema
- Willem Scholten
- Arnold Tilanus
- Teun Tolman
- Chris van Veen

### DS'70 (8 zetels)
- Willem Drees jr., fractievoorzitter
- Jan Berger
- Sierk Keuning
- Hendrik Pors jr.
- Wybrand Schuitemaker
- André Mensert Spaanderman
- Fia van Veenendaal-van Meggelen
- Eef Verwoert

### CPN (6 zetels)
- Marcus Bakker, fractievoorzitter
- Henk Hoekstra
- Wim Kremer
- Fré Meis
- Wim van het Schip
- Joop Wolff

### SGP (3 zetels)
- Hette Abma, fractievoorzitter
- Cor van Dis jr.
- Henk van Rossum

### PPR (2 zetels)
- Jacques Aarden, fractievoorzitter
- Bas de Gaay Fortman[1]

### GPV (2 zetels)
- Piet Jongeling, fractievoorzitter
- Bart Verbrugh

### NMP (2 zetels)
- Ab te Pas, fractievoorzitter
- Jacques de Jong[2]

### PSP (2 zetels)
- Hans Wiebenga, fractievoorzitter
- Fred van der Spek

### Boerenpartij (1 zetel)
- Hendrik Koekoek, fractievoorzitter

## Bijzonderheden
- Martin Dessing (NMP) nam zijn verkiezing als Tweede Kamerlid niet aan. Zijn opvolger Jacques de Jong werd op 25 mei 1971 geïnstalleerd.

## Tussentijdse mutaties

### 1971
- 22 juni: Barend Biesheuvel (ARP) liet hij zich vanwege zijn aanstelling tot formateur als fractievoorzitter van zijn partij vervangen door Wim Aantjes. Deze werd op 3 augustus 1971 volwaardig benoemd tot fractievoorzitter.
- 5 juli: Molly Geertsema (VVD) nam ontslag vanwege zijn benoeming tot minister in het kabinet-Biesheuvel I. Hij werd als fractievoorzitter van de VVD op 20 juli dat jaar opgevolgd door Hans Wiegel. Zijn opvolger als Tweede Kamerlid was Wim Keja, die op 3 augustus 1971 werd geïnstalleerd.
- 6 juli: Roelof Nelissen (KVP), Hans de Koster (VVD), Barend Biesheuvel, Kees Boertien, Jaap Boersma (allen ARP), en Willem Drees jr. (DS'70) namen ontslag vanwege hun benoeming tot minister in het kabinet-Biesheuvel I. Hun opvolgers waren Wim du Chatinier (KVP), Gijs van Aardenne (VVD), Jan-Nico Scholten, Ad Schouten, Arend Vermaat (allen ARP) en Klaas Keuning (DS'70). Allen werden op 3 augustus dat jaar geïnstalleerd. Willem Drees jr. werd als fractievoorzitter van DS'70 op 7 juli 1971 opgevolgd door Jan Berger.
- 7 juli: Berend Jan Udink (CHU) nam ontslag vanwege zijn benoeming tot minister in het kabinet-Biesheuvel I. Hij werd als fractievoorzitter van de CHU een dag eerder opgevolgd door Roelof Kruisinga. Zijn opvolger als Tweede Kamerlid was Arie de Boo, die op 3 augustus dat jaar werd geïnstalleerd.
- 7 juli: André Mensert Spaanderman (DS'70) verliet de Tweede Kamer om persoonlijke redenen. Zijn opvolger Jacques Baruch werd op 3 augustus dat jaar geïnstalleerd.
- 8 juli: Chris van Veen (CHU) nam ontslag vanwege zijn benoeming tot minister in het kabinet-Biesheuvel I. Zijn opvolger Durk van der Mei werd op 3 augustus dat jaar geïnstalleerd.
- 13 juli: Piet Engels (KVP) nam ontslag vanwege zijn benoeming tot minister in het kabinet-Biesheuvel I. Zijn opvolger Ben Hermsen werd op 3 augustus dat jaar geïnstalleerd.
- 14 juli: Willem Scholten (CHU) nam ontslag van zijn benoeming tot staatssecretaris in het kabinet-Biesheuvel I. Zijn opvolger Gerard van Leijenhorst werd op 3 augustus dat jaar geïnstalleerd.
- 16 juli: Pierre Lardinois (KVP) nam ontslag vanwege zijn benoeming tot minister in het kabinet-Biesheuvel I. Zijn opvolger Marius van Amelsvoort werd op 3 augustus dat jaar geïnstalleerd.
- 28 juli: Tjerk Westerterp (KVP), Koos Rietkerk, Henk Vonhoff (beiden VVD), Hans Grosheide (ARP), Roelof Kruisinga (CHU) en Fia van Veenendaal-van Meggelen (DS'70) namen ontslag vanwege hun benoeming tot staatssecretaris in het kabinet-Biesheuvel I. Hun opvolgers waren Dien Cornelissen (KVP) Neelie Kroes, Harry Waalkens (beiden VVD), Gerrit van Dam (ARP), Herman Wisselink (CHU) en Jan Koningh (DS'70). Iedereen, op Cornelissen na, werd op 3 augustus 1971 geïnstalleerd, Dien Cornelissen op 21 september dat jaar. Roelof Kruisinga werd als fractievoorzitter van de CHU op 26 juli dat jaar opgevolgd door Jur Mellema.
- 16 augustus: Gerard Veringa (KVP) liet hij zich tijdelijk vervangen als fractievoorzitter omdat hij een maagoperatie moest ondergaan. Frans Andriessen werd aangesteld als waarnemend fractievoorzitter van de KVP.
- 13 september: Jacques de Jong (NMP) scheidde zich af van zijn fractie na interne problemen binnen de Nederlandse Middenstands Partij. Hij ging verder als eenmansfractie, Groep-De Jong.
- 1 oktober: Joseph Luns (KVP) nam ontslag vanwege zijn benoeming tot secretaris-generaal van de NAVO. Zijn opvolger Ted Hazekamp werd op 26 oktober dat jaar geïnstalleerd.

### 1972
- 1 januari: Gerard Veringa werd om gezondheidsredenen als fractievoorzitter van de KVP opgevolgd door Frans Andriessen.
- 1 februari: Gerard Veringa (KVP) nam ontslag vanwege zijn benoeming tot lid van de Raad van State. Zijn opvolger Piet van Zeil werd dezelfde dag nog geïnstalleerd.
- 15 februari: Joop Bakker (ARP) nam ontslag vanwege zijn benoeming tot voorzitter van de raad van bestuur van AGO Verzekeringen. Zijn opvolger Hans de Boer werd op 16 februari dat jaar geïnstalleerd.
- 10 maart: Maarten Vrolijk (PvdA) nam ontslag vanwege zijn benoeming tot Commissaris van de Koningin in Zuid-Holland. Zijn opvolgster Annemiek Padt-Jansen werd op 14 maart dat jaar geïnstalleerd.
- 1 april: Jur Mellema (CHU) nam ontslag vanwege zijn benoeming tot voorzitter van het Productschap voor Pluimvee en Eieren. Hij werd als fractievoorzitter van de CHU dezelfde dag nog opgevolgd door Arnold Tilanus. Zijn opvolgster als Tweede Kamerlid was Nellien de Ruiter, die op 11 april dat jaar werd geïnstalleerd.
- 19 juni: Bert Haars (CHU) nam ontslag vanwege haar benoeming tot lid van de Gedeputeerde Staten van Utrecht. Haar opvolger Coos Huijsen werd op 20 juni dat jaar geïnstalleerd.
- 16 augustus: Arie Lems (PvdA) nam ontslag vanwege zijn benoeming tot directeur van de stichting Humanitas. Zijn opvolgster Meiny Epema-Brugman werd op 17 augustus dat jaar geïnstalleerd.
- 1 september: Wybrand Schuitemaker (DS'70) vertrok uit de Tweede Kamer om gezondheidsredenen. Zijn opvolger Willem Drees jr. werd op 5 september dat jaar geïnstalleerd.

1815-1818 ·
1818-1821 ·
1821-1824 ·
1824-1827 ·
1827-1830 ·
1830-1833 ·
1833-1836 ·
1836-1839 ·
1839-1842 ·
1842-1845 ·
1845-1848 ·
1848-1849 ·
1849-1850 ·
1850-1852 ·
1852-1853 ·
1853-1854 ·
1854-1856 ·
1856-1858 ·
1858-1860 ·
1860-1862 ·
1862-1864 ·
1864-1866 ·
1866 (sep) ·
1866-1868 ·
1868-1869 ·
1869-1871 ·
1871-1873 ·
1873-1875 ·
1875-1877 ·
1877-1879 ·
1879-1881 ·
1881-1883 ·
1883-1884 ·
1884-1886 ·
1886-1887 ·
1887-1888 ·
1888-1891 ·
1891-1894 ·
1894-1897 ·
1897-1901 ·
1901-1905 ·
1905-1909 ·
1909-1913 ·
1913-1917 ·
1917-1918 ·
1918-1922 ·
1922-1925 ·
1925-1929 ·
1929-1933 ·
1933-1937 ·
1937-1946 ·
1946-1948 ·
1948-1952 ·
1952-1956 ·
1956-1959 ·
1959-1963 ·
1963-1967 ·
1967-1971 ·
1971-1972 ·
1972-1977 ·
1977-1981 ·
1981-1982 ·
1982-1986 ·
1986-1989 ·
1989-1994 ·
1994-1998 ·
1998-2002 ·
2002-2003 ·
2003-2006 ·
2006-2010 ·
2010-2012 ·
2012-2017 ·
2017-2021 ·
2021-2023 ·
2023-heden
Overzicht historische zetelverdeling